# 涅魯沙伊河

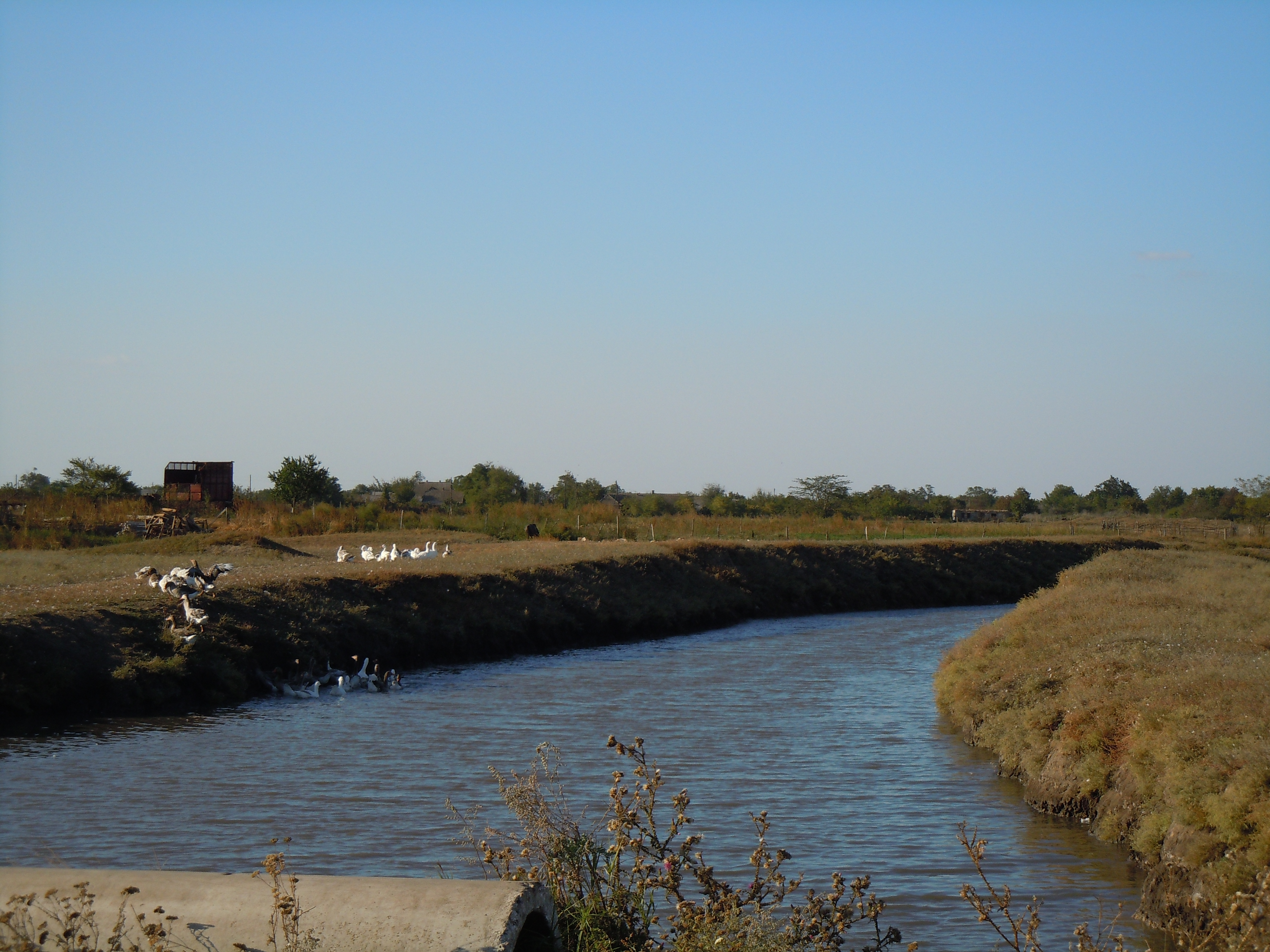

涅魯沙伊河（烏克蘭語：Нерушай），是烏克蘭的河流，位於該國西南部，屬於多瑙河的左支流，發源自德米特里夫卡附近，流經敖德薩州，河道全長48公里，流域面積346平方公里。